# Stylops
Stylops is een geslacht van insecten uit de familie Stylopidae.

## Kenmerken
Dit bruine insect heeft kreukelige achtervleugels, opvallende, knopvormige ogen en vertakte antennen.

## Taxonomie van de Europese soorten
- Gevleugelde insecten
  - Neoptera
    - Eumetabole insecten
      - Holometabole insecten
        - Neuropteriformia
          - Orde Waaiervleugeligen (Strepsiptera)
            - Groep Stylopidia Kinzelbach, 1969
              - Familie Stylopidae
                - Subfamilie Stylopinae
                  - Genus Stylops Kirby, 1802
                    - Stylops analis Perkins, 1918
                    - Stylops andrenaphilus Luna de Carvalho, 1974
                    - Stylops ater Reichert, 1914
                    - Stylops aterrimus Newport, 1851
                    - Stylops borcherti Luna de Carvalho, 1974
                    - Stylops dalii Curtis, 1828
                    - Stylops deserticola Medvedev, 1970
                    - Stylops dinizi Luna de Carvalho, 1974
                    - Stylops friesei Kirby, 1802
                    - Stylops gwynanae Günther, 1957
                    - Stylops hammella Perkins, 1918
                    - Stylops ibericus Luna de Carvalho, 1969
                    - Stylops kinzelbachi Luna de Carvalho, 1974
                    - Stylops liliputanus Luna de Carvalho, 1974
                    - Stylops lusohispanicus Luna de Carvalho, 1974
                    - Stylops madrilensis Luna de Carvalho, 1974
                    - Stylops maxillaris Pasteels, 1949
                    - Stylops melittae Kirby, 1802
                    - Stylops moniliaphagus Luna de Carvalho, 1974
                    - Stylops nevinsoni Perkins, 1918
                    - Stylops obenbergeri Ogloblin, 1923
                    - Stylops obsoletus Luna de Carvalho, 1974
                    - Stylops paracuellus Luna de Carvalho, 1974
                    - Stylops pasteelsi Luna de Carvalho, 1974
                    - Stylops praecocis Luna de Carvalho, 1974
                    - Stylops risleri Kinzelbach, 1967
                    - Stylops ruthenicus Schkaff, 1925
                    - Stylops salamancanus Luna de Carvalho, 1974
                    - Stylops spreta Perkins, 1918
                    - Stylops thwaitesi Perkins, 1918
                    - Stylops ventricosae Pierce, 1909
                    - Stylops warnckei Luna de Carvalho, 1974

## In Nederland waargenomen soorten
- Genus: Stylops
  - Stylops ater Reichert, 1914
  - Stylops aterrimus Newport, 1851
  - Stylops gwynanae Günther, 1957
  - Stylops hammella Perkins, 1918
  - Stylops maxillaris Pasteels, 1949
  - Stylops melittae Kirby, 1802 - (Zandbijwaaiertje)
  - Stylops nevinsoni Perkins, 1918
  - Stylops praecocis Luna de Carvalho, 1974
  - Stylops spreta Perkins, 1918